# Amurrio
Amurrio – gmina w Hiszpanii, w prowincji Araba, w Kraju Basków, o powierzchni 96,35 km². W 2011 roku gmina liczyła 10 114 mieszkańców.